# Oreodera neglecta
Oreodera neglecta är en skalbaggsart som beskrevs av Julius Melzer 1932. Oreodera neglecta ingår i släktet Oreodera och familjen långhorningar. Inga underarter finns listade i Catalogue of Life.